# Быстрее, чем кролики
«Быстре́е, чем кро́лики» — российский художественный фильм, чёрная комедия, частично пародирующая жанр фильма ужасов. Создан «Квартетом И» по одноимённому спектаклю 2005 года. Премьера фильма в России состоялась 1 января 2014 года.
Это четвёртая совместная работа режиссёра Дмитрия Дьяченко и «Квартета И» после фильмов «День радио», «О чём говорят мужчины» и его продолжения «О чём ещё говорят мужчины».

## Структура фильма
Фильм состоит из пролога, основной части, множества флешбеков и эпилога. Существуют две версии фильма: режиссёрская (транслировавшаяся в кинотеатрах и демонстрируемая по большинству телеканалов) и авторская, выпущенная на DVD и Blu-Ray. Эти версии принципиально отличаются друг от друга финалами: концовка авторской версии аналогична финалу спектакля, в ней также убрано большинство промежуточных мультипликационных вставок, вследствие чего она короче на 4 минуты.

## Сюжет

### Пролог
Герой выходит на улицу и разговаривает по телефону. Слышен только его голос, эпизод показан зрителю «от первого лица», глазами персонажа. Он подходит к машине, открывает дверь, садится в неё — в этот момент изображение на экране прерывают помехи, герой жалуется на плохое самочувствие. Сопровождаемая галлюцинациями, картинка постепенно затемняется, появляется название фильма.

### Основная часть
Действие переносится в тёмное помещение, где рядом лежат Лёша (Леонид Барац) и Слава (Ростислав Хаит). Лёша открывает глаза и начинает цитировать стихотворение С. Михалкова «А что у вас?», а Слава вторит ему. После этого они оба безуспешно пытаются вспомнить, как оказались здесь и что произошло накануне.
Появляется Гарик (Игорь Золотовицкий) и ищет мобильник.
Действие переносится обратно к автомобилю: упавший на асфальт телефон постоянно вибрирует — на него приходят SMS с просьбами ответить и срочно перезвонить. Телефон проваливается в решётку сточной канавы, и действие возвращается обратно к героям. Все трое обнаруживают себя в очень странных одеждах и выясняют, что помещение не имеет ни выхода, ни туалета. Более того, здесь вообще нет ни дверей, ни окон. Слава и Лёша узнают, что накануне Гарик обманул их на 5000 долларов.
В следующей комнате друзья натыкаются на могильный памятник в виде сердца, уставленный венками и лентой с посвящением «от Жанны». Все трое начинают бояться по-настоящему. На громко высказанный Гариком вопрос: «Мы вообще где?!» — в комнате появляется Дмитрий Дибров и под музыку из телеигры «Кто хочет стать миллионером?» предлагает Гарику два варианта ответа: «в Караганде» или «на том свете»; Слава замечает, что в Караганде он был, и это не она.
Тут появляется транс-дива мадам Жюли (Александр Демидов) и делится с друзьями тем, что помнит. Они переходят в комнату с металлическими стенами и ржавыми лестницами, опасаясь, что находятся в какой-то иной реальности.
Жюли отправляется на разведку, находит гроб и в панике убегает обратно к друзьям. Откуда-то сверху раздаётся голос. Друзья пытаются молиться, а к ним на пол падает похмельный капитан ДПС (Камиль Ларин). Гарик проговаривается, что обманул друзей не на пять, а на десять тысяч.
Постепенно появляются ещё два персонажа: Эдик Схисов (Артём Смола), в котором Лёша узнаёт бывшего одноклассника, и (из гроба) проститутка Лена (Екатерина Кузнецова).
Всё дальнейшее действие сосредоточено на попытках каждого из присутствующих понять, что происходит и происходило накануне. В воспоминаниях каждого фигурирует бурная пьянка, поездка и огромный «кролик» (Григорий Данцигер). Аналогично сцене с Дибровым, фантазии Гарика каждый раз воплощаются в реальность: то он представил, будто очнулся на пляже, как после кошмара, но его съедает акула; то он ищет гроб — «чёрный ящик» — и слышит голос Бориса Крюка; то он решает, что всё это розыгрыш, и появляется Валдис Пельш с соответствующими словами и музыкой.
Когда друзья окончательно решают, что они умерли, следует сцена Страшного суда. Гарик выступает в качестве подсудимого, Лёша и Слава — свидетели обвинения, капитан ДПС — судья (Бог), «кролик» — прокурор, Эдик — адвокат, Жюли — секретарь. В зале присутствуют жена Гарика (Нонна Гришаева) и его мать, а также присяжные — покойники, умершие различными смертями.
Прокурор обвиняет Гарика в нарушении заповедей «не укради» и «не прелюбодействуй», Лёша со Славой узнают, что он украл у них 20 000 $, а жена — о его похождениях на стороне.
Адвокат рассказывает случай из биографии Авраама Линкольна о прощении воровства по мелочи, но прокурор и судья решают, что к делу это не имеет отношения.
Мать просит не отправлять Гарика в ад, так как у того «слабое сердечко», а жена прощает его и выражает готовность пойти за ним хоть в «геенну огненную».
Следует сцена с застольем в зале с рекой. Герои фантазируют на загробные темы, едят, пьют водку и наслаждаются обществом. По другую сторону реки появляется «кролик», зачитывает цитату из Библии и идёт к столу.
Следует мультипликационная вставка — флешбек «тем, кто смотрит фильм с самого начала, но пока ничего не понимает», а затем — мнимая развязка сюжета.

### «Тем, кто смотрит фильм с самого начала, но пока ничего не понимает»
Гарик, Лёша и Слава получают аванс за сценарий и решают это отметить. Выпив у Гарика, они едут в клуб, берут с собой транс-диву Жюли («чтобы было смешно»). Лёше звонит Эдик и просит его встретить в аэропорту. Друзья едут туда, но по дороге заворачивают в интимный салон и берут с собой Лену. По дороге в аэропорт им под колёса падает пьяный капитан ДПС, которого они также сажают к себе в автомобиль. Встретив Эдика, они передают его в распоряжение Лены и отправляются в Санкт-Петербург, так как Эдику надо туда на конференцию. Но — «Остаётся неясным, чем закончилась поездка, откуда взялись костюмы, гроб и венки и зачем к ним присоединился „кролик“».

### Мнимая развязка
Снявший с себя костюм кролика человек представляется Толей Бешеным. Всё происходящее он объясняет действием наркотиков, которыми угощал друзей. Эдик замечает окна и двери, на что Бешеный констатирует: «Отпускает!»

### Эпилог
Все переоделись и собираются расходиться, но Гарик сначала никак не может найти свои вещи, а потом ловит Бешеного на нестыковках, которые тот не скрывал. Тогда Бешеный сообщает ему то, о чём Гарик и сам начал догадываться: «Ты умер только что!» Становится ясно: в прологе Гарик сел в машину и умер там от инсульта. Телефон на асфальте был его телефоном, ему звонил Слава. Всё происходящее в фильме оказалось последним, что пронеслось перед глазами Гарика перед смертью — то, что явилось ему: проститутка, транс, гаишник и лучшие друзья, которых он обманул на самом деле на 30 000 $. Действие возвращается во двор, где уже стоят скорая и полиция. Гарик в строгом похоронном костюме сидит за рулём автомобиля, где и умер, и Бешеный рядом с ним. Они уезжают в загробный мир. Старушка на лавочке двора читает внуку вслух стихотворение С. Михалкова «А что у вас?» — это последнее, что услышал Гарик находясь в сознании и, соответственно, первое — в бессознании. Этим заканчивается авторская версия фильма, и этим же завершается спектакль.
В титрах под песню группы «Агата Кристи» «Чёрная луна» (на съёмки видеоклипа на которую они и надели такие костюмы, и отправились к продюсеру Жанне) герои фильма обращаются к зрителям. Каждый комментирует произошедшее от своего лица.

### Альтернативная концовка
Гарик и Бешеный едут по туннелю и обсуждают, что будет дальше: похороны, наследство и так далее. На выезде из туннеля они въезжают в белый свет. Начинаются и тут же прекращаются титры. Гарик, Лёша и Слава оказываются в офисе, где Слава дочитывает до конца сценарий фильма — всё произошедшее как бы оказалось написанным ими киносценарием (за который они и получают аванс). Гарик, покидая свой кабинет, хвалит сценарий в целом, но требует, чтобы, во-первых, никто не умирал — это всё-таки комедия, а во-вторых, концовка была связана с Новым годом, так как фильм должен выйти в прокат в праздники. В коридорах своей фирмы Гарик, уходя, последовательно сталкивается со всеми персонажами фильма: Жюли оказывается его сотрудником, Эдик — главбухом, «кролик» Толя Бешеный — аудитором, Лена — секретаршей, а гаишник — охранником. Это объясняет возникновение именно таких образов.
Лёша и Слава обсуждают исправленный финал, в котором всё произошедшее оказывается киносценарием, который они только что читали Гарику. В этот момент Славе звонит Гарик. Разыгрывается сцена «от первого лица», с которой начался фильм: зрители видят глазами Гарика, как он выходит на улицу и разговаривает по телефону, затем подходит к машине, открывает дверь… Начинаются «новогодние» титры, оставляя судьбу Гарика неопределённой.

## В ролях
- Леонид Барац — Лёша
- Александр Демидов — транс-дива мадам Жюли[1] / администратор Геннадий Захаров (в альтернативной концовке)
- Камиль Ларин — капитан ДПС ГИБДД В. С. Егоров[2] / охранник (в альтернативной концовке)
- Ростислав Хаит — Слава
- Игорь Золотовицкий — Гарик (Игорь Яковлевич) Пономарёв
- Нонна Гришаева — Света, жена Гарика
- Артём Смола — Эдуард Евгеньевич[3] Схисов (Эдик) / в альтернативной концовке — главный бухгалтер фирмы Гарика
- Екатерина Кузнецова — Лена, проститутка / секретарша (в альтернативной версии)
- Григорий Данцигер — инквизитор / прокурор / кролик / Толя Бешеный / аудитор Анатолий Константинович (в альтернативной версии)
- Владимир Горюшин — начальник ГИБДД
- Анвар Либабов — инквизитор
- Константин Чепурин — больной
- Юрий Деркач — голос за кадром

### Камео
- Дмитрий Дибров
- Валдис Пельш
- Борис Крюк (голос)
- Вадим Самойлов
- Глеб Самойлов

## Съёмочная группа
- Режиссёр-постановщик: Дмитрий Дьяченко
- Авторы сценария: Сергей Петрейков, Леонид Барац, Ростислав Хаит
- Продюсеры: Леонид Барац, Ростислав Хаит, Сергей Петрейков, Дмитрий Дьяченко, Александр Рубцов
- Оператор-постановщик: Сергей Дышук
- Художник-постановщик: Виктор Никоненко
- Художник по костюмам: Гелена Мартемьянова
- Художник по декорациям: Алексей Шпекторов
- Музыка: группа «Агата Кристи»
- Монтаж: Максим Солиенко, Сергей Васильев
- Звукорежиссёр: Дмитрий Касьян
- Оператор steadicam: Сергей Авдонин

## Саундтрек
- Агата Кристи — «Чёрная луна», «Легион», «Весёлый мир», «Целовались и плакали», «Сказочная тайга», «Днём и ночью», «Секрет», «Дорога паука», «Ползёт», «Аусвайс».
- Тема из «Место встречи изменить нельзя», композитор Евгений Геворгян.

## Отзывы
Фильм получил противоречивые отзывы критиков. На сайте «КиноПоиск» средний балл картины — 6,1, на сайте IMDb — 6,1.

## Релиз на DVD
Фильм был выпущен на DVD и Blu-Ray 13 февраля 2014 года. На DVD и Blu-ray вышла авторская версия фильма c «авторской» концовкой, соответствующей оригинальной концовке спектакля.

## Факты
- Название спектакля и фильма авторы комментируют так: «Нас часто спрашивают, что означает название пьесы. Спрашивают: быстрее, чем кролики, — что? <…> Сообщаем: быстрее, чем кролики, — ВСЁ. Работаем, веселимся, знакомимся, любим, расстаёмся, суетимся, а в конечном итоге — живём; так и проживаем эту жизнь, и когда она вдруг заканчивается, бывает, что даже оглянуться не на что»[6][7].
- Друг «Квартета И», сопродюсер трёх их предыдущих фильмов «День радио», «О чём говорят мужчины» и «О чём ещё говорят мужчины» Александр Цекало отказался работать над картиной «Быстрее, чем кролики», объяснив это тем, что не считает одноимённый спектакль их лучшей работой, а также сославшись на загруженность работой над проектами своей продюсерской компании «Среда», но при этом согласился помочь им продать фильм на телеканалы[8]. В результате телепремьера фильма состоялась 5 мая 2014 года на ТНТ, которая прошла с рейтингом 2,6 % и долей 7,8 %, заняв седьмое место в десятке самых популярных передач канала за период с 5 по 11 мая 2014 года[9].
- Герои переживают все стадии процесса умирания, описанные в книге Элизабет Кюблер-Росс «О смерти и умирании»[10] и также упоминающиеся комиком в фильме Боба Фосси «Весь этот джаз»: «отрицание — ярость — торговля — депрессия — принятие», хотя и не всегда именно в такой последовательности[11].
- В фильме имеется «флешбэк», демонстрирующий процесс съёмок несуществующего музыкального клипа группы «Агата Кристи». К моменту выхода картины в прокат коллектива уже четыре года не существовало, о чём также сообщается в фильме. Музыканты были специально приглашены для этой сцены.
- Сюжет фильма схож с сюжетом фильма «Чистая формальность»: писатель (Депардьё), обнаруживает себя в лесу и попадает к полицейскому комиссару (Роман Полански), который то беседует с ним, то допрашивает, цитируя наизусть отрывки из его произведений. То, что главный герой на самом деле умер, обнаруживается в самом конце.